# Liste der Kulturgüter in Dällikon
Die Liste der Kulturgüter in Dällikon enthält alle Objekte in der Gemeinde Dällikon im Kanton Zürich, die gemäss der Haager Konvention zum Schutz von Kulturgut bei bewaffneten Konflikten, dem Bundesgesetz vom 20. Juni 2014 über den Schutz der Kulturgüter bei bewaffneten Konflikten sowie der Verordnung vom 29. Oktober 2014 über den Schutz der Kulturgüter bei bewaffneten Konflikten unter Schutz stehen.
Objekte der Kategorie A sind im Gemeindegebiet nicht ausgewiesen, Objekte der Kategorie B sind vollständig in der Liste enthalten, Objekte der Kategorie C fehlen zurzeit (Stand: 1. Januar 2022). Unter übrige Baudenkmäler sind weitere geschützte Objekte zu finden, die im Verzeichnis der Objekte von überkommunaler Bedeutung der kantonalen Denkmalpflege zu finden und nicht bereits in der Liste der Kulturgüter enthalten sind.

## Kulturgüter
| Foto |                                                                                     | Objekt                                                   | Kat. | Typ | Standort                                 | Beschreibung |
| ---- | ----------------------------------------------------------------------------------- | -------------------------------------------------------- | ---- | --- | ---------------------------------------- | ------------ |
| BW   | Datei hochladen · Wikidata zu Mühlerain / Chneblezen, römischer Gutshof (Q29932538) | Mühlerain / Chneblezen, römischer Gutshof KGS-Nr.: 12522 | B    | F   | Mühlestrasse 675351 / 254400             |              |
| ja   | Datei hochladen · Wikidata zu Reformierte Kirche Dällikon (Q29932539)               | Reformierte Kirche KGS-Nr.: 12523                        | B    | G   | Regensdorferstrasse 1a.1 675467 / 254829 |              |

## Übrige Baudenkmäler
| ID                     | Foto |                 | Objekt                                                | Kat.   | Typ | Standort                            | Beschreibung |
| ---------------------- | ---- | --------------- | ----------------------------------------------------- | ------ | --- | ----------------------------------- | ------------ |
| 08400130               |      | Datei hochladen | Ehemaliges Bauernhaus, Wohnhaus                       | C      | G   | Mühlestrasse 1 675337 / 254545      |              |
| 08400145               |      | Datei hochladen | Mühle/Hafnerei Gisler, Wohnhaus mit Werkstatt         | B reg. | G   | Mühlestrasse 12 675332 / 254446     |              |
| 08400148               |      | Datei hochladen | Mühle/Hafnerei Gisler, Betriebsgebäude                | B reg. | G   | bei Mühlestrasse 4 675322 / 254533  |              |
| 08400164               |      | Datei hochladen | Speicher                                              | B reg. | G   | bei Hörnlistrasse 8 675191 / 254600 |              |
| 084WR-DIELSDORF00006-1 |      | Datei hochladen | Mühle/Hafnerei Gisler, Wasserkraftanlage mit Turbinen | B reg. | G   | Mühlestrasse 12 675333 / 254455     |              |
| 084WR-DIELSDORF00006-2 |      | Datei hochladen | Mühle/Hafnerei Gisler, Druckleitung zur Hafnerei      | B reg. | G   | Mühlestrasse 12 675329 / 254417     |              |
| 084WR-DIELSDORF00006-3 |      | Datei hochladen | Mühle/Hafnerei Gisler, Hausweiher                     | B reg. | G   | Mühlestrasse 12 675302 / 254372     |              |
| 084WR-DIELSDORF00006-4 |      | Datei hochladen | Mühle/Hafnerei Gisler, Unterwasserkanal mit Schieber  | B reg. | G   | Mühlestrasse 12 675329 / 254475     |              |

Legende: Im Wesentlichen siehe Legende der Liste der Kulturgüter von nationaler und regionaler Bedeutung, mit folgenden Ausnahmen:
- Anstelle der KGS-Nummer wird als Objekt-Identifikator (ID) die Inventarnummer im Verzeichnis der Objekte von überkommunaler Bedeutung des kantonalen Denkmalschutzamtes verwendet.
- Bei den Kategorien wird wie folgt unterschieden: B kant. = Objekt von kantonaler Bedeutung (Kanton Zürich); B reg. = Objekt von regionaler Bedeutung (Kanton Zürich).